# Stephenie McMillan
Ne doit pas être confondu avec Stephanie McMillan.
Pour les articles homonymes, voir McMillan.
Stephenie McMillan, de son vrai nom Stephenie Lesley Gardner, est une chef décoratrice britannique née le 20 juillet 1942 à Ilford (Angleterre) et morte le 19 août 2013 dans le comté de Norfolk (Angleterre).
Elle a notamment conçu, avec son collaborateur Stuart Craig, les décors des films Harry Potter.

## Biographie
Après le lycée, elle devient secrétaire dans un cabinet d'architectes. Plus tard, elle devient l'assistante d'un photographe, chargée notamment des décors, puis elle travaille pour des magazines et devient décoratrice pour des publicités à la télévision. Elle commence à travailler pour le cinéma au début des années 1980,,.
Entre 1984 et 2012, elle travaille comme décoratrice sur vingt-huit films. Sur seize d’entre eux, elle travaille en collaboration avec le directeur artistique Stuart Craig, notamment Un poisson nommé Wanda (1988), Chaplin (1992), Le Patient anglais (1996) — pour laquelle elle remporte un Oscar — et tous les films Harry Potter. Son dernier travail pour un film est sur le projet écrit par les frères Coen, Gambit (2012).
Après avoir terminé leur travail sur la série de films Harry Potter, McMillan et Craig collaborent à la conception du parc à thème inspiré de l'univers de J. K. Rowling à Orlando, en Floride (The Wizarding World of Harry Potter).
Le 19 août 2013, Stephenie McMillan meurt dans sa maison du Norfolk à la suite des complications dues à un cancer de l'ovaire, à l'âge de 71 ans. Après l'annonce de sa mort, Thomas Welsh, ancien président de la Art Directors Guild, a déclaré au Los Angeles Times que « son œil pour les moindres détails [avait] distingué son travail ».

## Filmographie sélective
- 1984 : Give My Regards to Broad Street de Peter Webb
- 1988 : Un poisson nommé Wanda (A Fish Called Wanda) de Charles Crichton
- 1992 : Chaplin de Richard Attenborough
- 1992 : Jeux de guerre (Patriot Games) de Phillip Noyce
- 1993 : Le Jardin secret d'Agnieszka Holland
- 1996 : Le Patient anglais (The English Patient) d'Anthony Minghella
- 1996 : Mary Reilly de Stephen Frears
- 1997 : Le Temps d'aimer (In Love and War) de Richard Attenborough
- 1998 : Chapeau melon et bottes de cuir (The Avengers) de Jeremiah S. Chechik
- 1999 : Coup de foudre à Notting Hill (Notting Hill) de Roger Michell
- 2000 : Le Chocolat (Chocolat) de Lasse Hallström
- 2001 : Harry Potter à l'école des sorciers (Harry Potter and the Philosopher's Stone) de Chris Columbus
- 2002 : Harry Potter et la Chambre des secrets (Harry Potter and the Chamber of Secrets) de Chris Columbus
- 2004 : Harry Potter et le Prisonnier d'Azkaban (Harry Potter and the Prisoner of Azkaban) d'Alfonso Cuarón
- 2005 : Harry Potter et la Coupe de feu (Harry Potter and the Goblet of Fire) de Mike Newell
- 2007 : Harry Potter et l'Ordre du Phénix (Harry Potter and the Order of the Phoenix) de David Yates
- 2009 : Harry Potter et le Prince de sang-mêlé (Harry Potter and the Half-Blood Prince) de David Yates
- 2010 : Harry Potter et les Reliques de la Mort 1re partie (Harry Potter and the Deathly Hallows) de David Yates
- 2011 : Harry Potter et les Reliques de la Mort 2e partie (Harry Potter and the Deathly Hallows) de David Yates
- 2013 : Gambit : Arnaque à l'anglaise (Gambit) de Michael Hoffman

## Distinctions

### Récompenses
- Oscars 1997 : Oscar des meilleurs décors pour Le Patient anglais

### Nominations
- Oscar des meilleurs décors
  - en 2002 pour Harry Potter à l'école des sorciers
  - en 2006 pour Harry Potter et la Coupe de feu
  - en 2011 pour Harry Potter et les Reliques de la Mort
  - en 2012 pour Harry Potter et les Reliques de la Mort
- British Academy Film Award des meilleurs décors
  - en 2008 pour Harry Potter et l'Ordre du Phénix
  - en 2010 pour Harry Potter et le Prince de sang-mêlé
  - en 2012 pour Harry Potter et les Reliques de la Mort